# Christopher Alexander
Christopher Alexander (Vienna, 4 ottobre 1936 – Sussex, 17 marzo 2022) è stato un architetto austriaco naturalizzato statunitense.

## Biografia
Insegnò presso l'Università della California e curò la progettazione di edifici complessi in California, Giappone e Messico. Collaborò con il matematico Nikos Salingaros per la definizione di un nuovo approccio teorico all'architettura. Il suo libro A pattern language descrive un sistema architettonico in modo scientifico, attraverso 253 pattern che risolvono problemi comuni delle città.
Con il suo libro Note sulla sintesi della forma ha influenzato il linguaggio di programmazione verso la programmazione ad oggetti.
Vinse nel 2009 il Vincent Scully Prize.

## Opere
- Note sulla sintesi della forma, Il Saggiatore, Milano, 1967
- Spazio di relazione e spazio privato, Il Saggiatore, Milano, 1968 con Serge Chermayeff
- The Oregon Experiment, Oxford University Press, 1975
- A pattern language, Oxford University Press, 1977
- The Timeless Way of Building, Oxford University Press, 1979
- The Linz Cafe, Oxford University Press, 1982
- The Production of Houses, Oxford University Press, 1985
- A New Theory of Urban Design, Oxford University Press, 1987
- A Foreshadowing of 21st Century Art: The Color and Geometry of Very Early Turkish Carpets, Oxford University Press, 1993
- The Mary Rose Museum, Oxford University Press, 1995
- Una nuova teoria del disegno urbano, Gangemi Editore, 1997
- The Nature of Order Book 1: The Phenomenon of Life, Center for Environmental Structure, 2001
- E. Gamma, R. Helm, R. Johnson, J. Vlissides, Design Patterns - Elementi per il riuso di software ad oggetti, Pearson Education Italia, 2002
- The Nature of Order Book 2: The Process of Creating Life, Center for Environmental Structure, 2003
- The Nature of Order Book 4: The Luminous Ground, Center for Environmental Structure, 2003
- The Nature of Order Book 3: A Vision of a Living World, Center for Environmental Structure, 2004